# Sulfohalita
La sulfohalita és un mineral de la classe dels sulfats que pertany al subgrup de la sulfohalita. Rep el seu nom de la seva composició, contenint sulfur (sofre) i halògens.

## Característiques
La sulfohalita és un sulfat de fórmula química Na₆(SO₄)₂FCl. Cristal·litza en el sistema isomètric, en forma octaèdrica, en dodecaedres, cúbica o en combinacions d'aquestes formes, mesurant fins a 3 centímetres. La seva duresa a l'escala de Mohs és 3,5.
Segons la classificació de Nickel-Strunz, la sulfohalita pertany a «07.B - Sulfats (selenats, etc.) amb anions addicionals, sense H₂O, amb cations grans només» juntament amb els següents minerals: galeïta, schairerita, kogarkoïta, caracolita, cesanita, aiolosita, burkeïta, hanksita, cannonita, lanarkita, grandreefita, itoïta, chiluïta, hectorfloresita, pseudograndreefita i sundiusita.

## Formació i jaciments
Va ser descoberta al llac Searles, al comtat de San Bernardino, Califòrnia (Estats Units), on va ser trobada en dipòsits d'evaporites, associada a altres minerals com la hanksita i l'halita. També ha estat descrita a l'altiplà de Kaokoveld, a la regió de Kunene (Namíbia), com a sublimat volcànic, on se n'ha trobat associada a trona, thenardita i pirssonita.